# 始孔子鳥屬
始孔子鸟是中国1亿3100万年前早白垩世的灭绝鸟类，是已知的最古老的有喙鸟类。
该属包含一模式种：郑氏始孔子鸟（Eoconfuciusornis zhengi），于2008年由周忠和等人命名。属名结合了希腊语“鸟”和孔子鸟属的名称，种名来自中国鸟类学家郑光美。

## 发现
郑氏始孔子鸟的正模标本IVPP V11977发现于中国河北省丰宁满族自治县，标本中的骨架和大部分羽毛保存相对完好。

## 形态
始孔子鸟比孔子鸟体型稍小，两者在无牙喙等特征方面较为相似。始孔子鸟的腿部较长。始孔子鸟属于孔子鸟科，可能是该类群中最基础的物种，始孔子鸟的标本年龄比孔子鸟早约六百万年。
始孔子鸟的颈背和尾巴的羽毛是黑色的，在次生羽翼上有类似深色斑点的图案。后肢和头顶的羽毛是灰色的，而喉咙部位的羽毛是棕色的。